# Пристрій телеприсутності

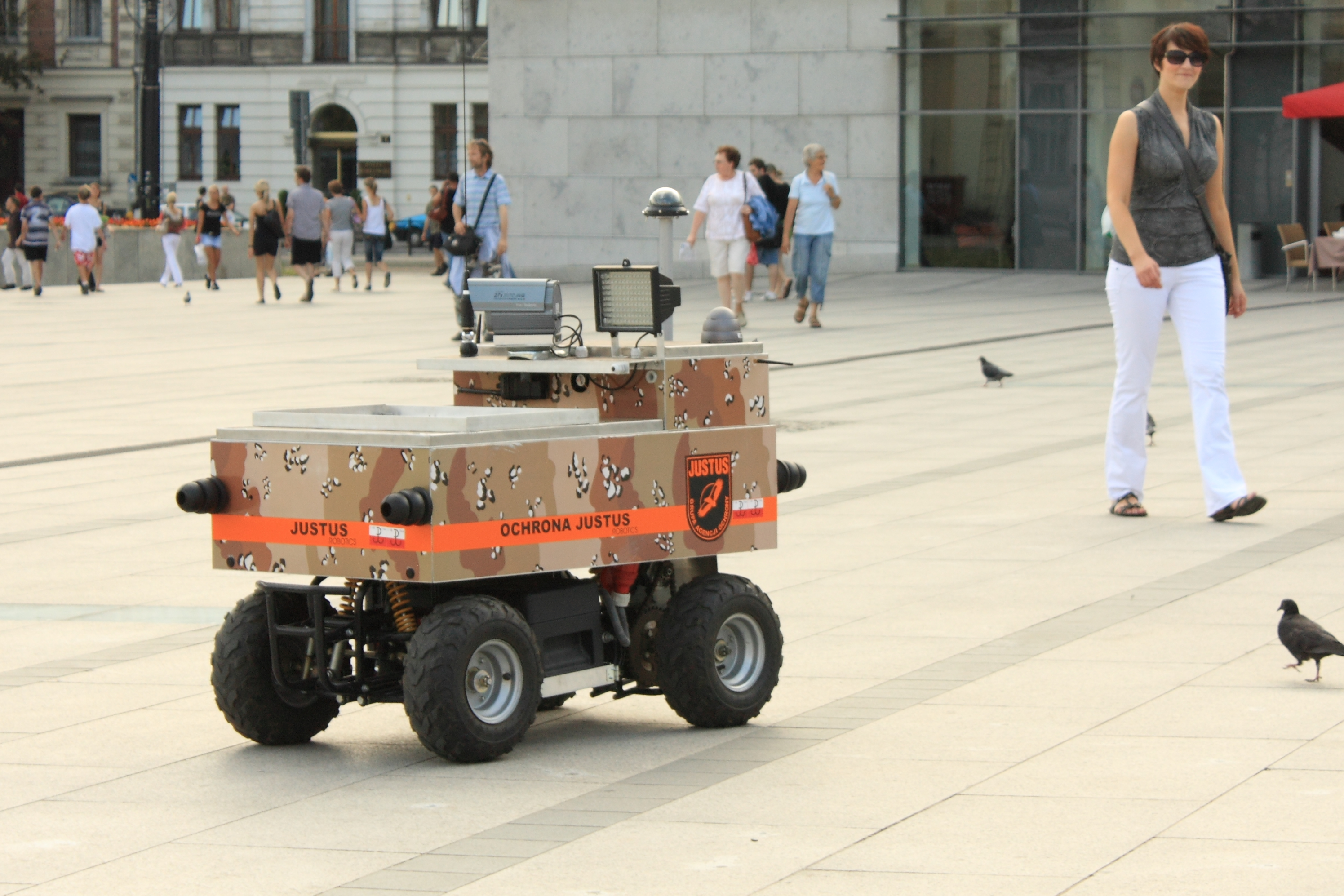
Юстас — робот-патрульний в Кракові

Пристрій телеприсутності — пристрій, що дозволяє людині спостерігати за подіями у віддаленому місці і так чи інакше (інформаційно чи фізично) впливати на них.

## Області застосування

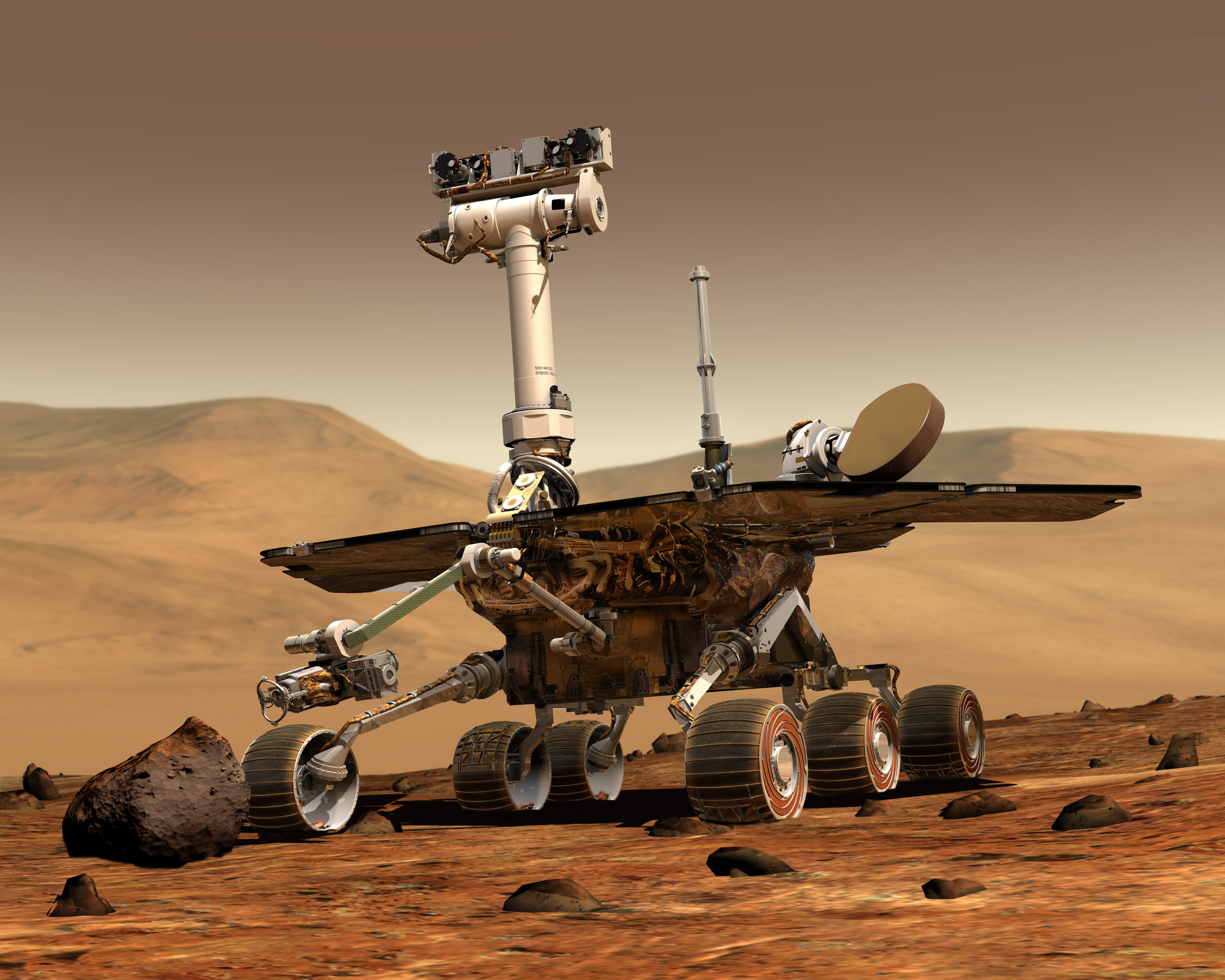
Mars Exploration Rover (комп'ютерна графіка)

Технології телеприсутності були описані в 1963 році Станіславом Лемом в «Сумі технології» під назвою телетаксія (принцип також пояснювався в його деяких фантастичних творах, наприклад використання теледублів в «Мирі на Землі»).
Також пропозиції про області застосування пристроїв телеприсутності були зроблені американським ученим Марвіном Мінським в 1985 році. Він виділяв такі головні напрямки:
- Гірнича справа і петрологія;
- Ядерні технології;
- Дослідження і розробка підводних ресурсів.

В даний час в американських клініках роботи використовуються для:
- Відвідування хворих у клініках лікарем-куратором, який тимчасово знаходяться в іншому місті або країні (на конференції, відпочинку, тощо);
- Відвідування інфекційних хворих родичами без безпосереднього контакту.

Більшість сучасних бойових роботів включають в себе функції пристрою телеприсутності.
У вужчому сенсі під телеприсутністю розуміють вищу ступінь розвитку технологій відеоконференцзв'язку, котора дозволяє співрозмовникам переживати досвід спілкування близький до реальної зустрічі. Пристрої, що забезпечують таку телеприсутність називаються імерсивними відеоконференц-системами або Media Presence Environment (MPE).

## Історично значущі об'єкти, що забезпечують телеприсутність
- Луноход
- Спіріт